# Stan Miłości i Zaufania
Stan Miłości i Zaufania – polska grupa muzyczna wykonująca rock. Powstała w 2000 roku w Warszawie.

## Historia
Zespół powstał w lipcu 2000 roku w Warszawie, początkowo pod nazwą Cat Food. Jego założycielami byli: śpiewający gitarzysta Karol "niebek" Strzemieczny i perkusista Jordan "mały" Babula, którzy wcześniej współtworzyli hardcore’owy Wertep. Skład uzupełnił basista/gitarzysta Michał Gronek, przez pewien czas na gitarze prowadzącej grał także Janusz Malanowski. Ich nazwa, wzięta jest z tłumaczenia tytułu piosenki grunge'owego zespołu Pearl Jam, "State of Love and Trust".
Zespół w domowych warunkach, w składzie trzyosobowym (już bez Malanowskiego), zarejestrował w 2001 roku pierwsze demo. W kwietniu tego roku zagrał też pierwszy koncert z obecnym gitarzystą, Markiem Świrkowiczem. 
Od tego czasu Stan Miłości działał mniej lub bardziej aktywnie: tworzył podstawy swego repertuaru, występował, grając około pięćdziesięciu koncertów (m.in. przed Pidżamą Porno i T.Love). Muzycy nagrywali także nowe utwory. Dwa z nich trafiły w 2003 na składankę “Rock Po 89”, gdzie pojawiły się także takie zespoły jak Naiv oraz happysad (który wkrótce potem zadebiutował w S.P. Records).
Drugie demo SMZ pojawiło się na początku 2006 r. W wakacje 2006 do składu dołączył Piotr Rogowski (kiedyś w Namaste), zastępując na stanowisku basisty Michała Gronka, który przez chwilę był trzecim gitarzystą SMZ. Wkrótce potem Gronek zrezygnował z grania i Stan wrócił do składu czteroosobowego.
Przełomowy dla grupy okazał się rok 2007, kiedy muzycy zdecydowali się na intensywną pracę nad piosenkami, które ostatecznie miały w 2008 trafić na ich pierwszy album. Dzięki udanemu występowi na przeglądzie Młode Wilki 2007 grupa została zaproszona na trasę koncertową z happysad, a dzięki wsparciu menadżera tego zespołu podpisała kontrakt z firmą Mystic. 
Swoją twórczość członkowie zespołu określają mianem “lamer rocka”. Chodzi o pozytywny i szczery przekaz oraz odrzucenie nadęcia i pozy. Muzycznie jest to melodyjny rock, czerpiący zarówno z amerykańskiej alternatywy, jak i brit popu. Pojawiają się w nim także elementy reggae i innych gatunków muzycznych.
Debiut SMZ, zatytułowany po prostu “Stan Miłości i Zaufania” trafił na rynek 28 lutego.
Z początkiem roku 2009 zespół opuścił dotychczasowy perkusista Jordan Babula. Przyczynę swojego odejścia z zespołu muzyk tłumaczy następująco: "Po pierwsze, nie czuję się na siłach grać trasy. Wygląda na to, że cygańskie życie mnie przeraża. Nie czuję się w nim dobrze, to dla mnie zbyt duży wysiłek. (...)Po drugie, wygląda na to że rozmijam się z energią zespołu i chciałbym robić coś innego, z tego powodu nie umiem się zaangażować tak, jak by było trzeba - jak Wy byście oczekiwali, ale też jak ja sam bym po sobie oczekiwał. Nie czuję się więc w porządku wobec Was, ani uczciwy wobec siebie.” Miejsce Jordana Babuli zajął Dawid Artyszuk.
Obecnie zespół przygotowuje się do wiosennej trasy koncertowej i równolegle pracuje nad materiałem na nową płytę.

## Skład zespołu

### Obecni członkowie
- Marek "cichy" Świrkowicz – gitara
- Piotr "piter" Rogowski – gitara basowa
- Karol "niebek" Strzemieczny – śpiew, gitara, teksty
- Dawid Artyszuk – perkusja

### Byli członkowie
- Jordan "mały" Babula – perkusja
- Michał Gronek – gitara basowa
- Janusz Malanowski – gitara

### Ekipa
- Paweł "hares" Hordejuk – menadżer
- Michał "coor" Niezbecki – realizator dźwięku

## Dyskografia
- Stan Miłości i Zaufania (2008)
- Sygnały (2010)